# Trafoier Eiswand
Trafoier Eiswand (wł. Cima di Trafoi) – szczyt w Masywie Ortleru, w Alpach Retyckich. Leży w północnych Włoszech na granicy między dwiema prowincjami: Tyrolem Południowym i Sondrio.
Pierwszego wejścia dokonał węgierski wspinacz Mór Déchy z przewodnikami Aloisem i Johannem Pinggerą 8 lipca 1872 r.